# Harpax

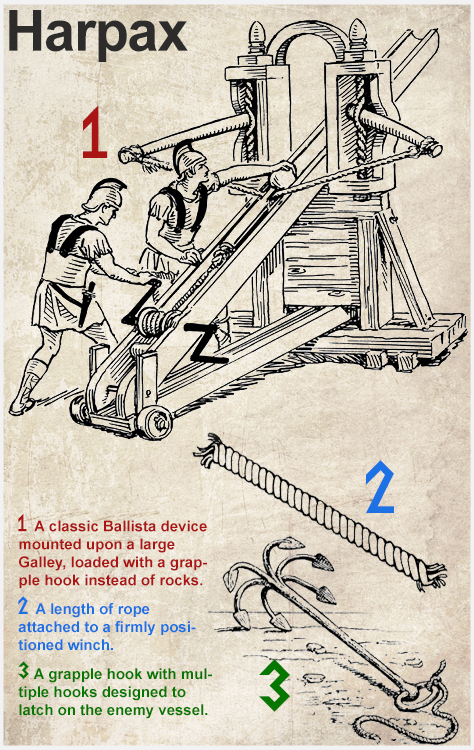
Partes del Harpax

El harpax o harpago fue una especie de catapulta romana que se situaba sobre la cubierta de las naves de guerra y disparaba garfios que se enganchaban en las naves enemigas. Fue inventada por el general Marco Vipsanio Agripa para luchar contra Sexto Pompeyo, hijo de Pompeyo Magno, durante las batallas navales en la Revuelta siciliana.
El harpax permitía atrapar a los barcos enemigos para luego arrastrarlos a una distancia que permitiera abordarlos. Fue empleado por primera vez en la batalla de Nauloco en 36 a. C.. Según Apiano, el artilugio «llamado garra consistía en un mástil de madera de unos 5 codos de largo, reforzada con hierro y con dos anillas en ambos extremos. La garra de hierro se unía a una de éstas y a la otra se unían diversos cables dispuestos a ser tensados por medio de máquinas cuando el garfio, lanzado desde una catapulta, hiciese presa en la nave enemiga.»
El harpax tenía una ventaja sobre el dispositivo de abordaje tradicional naval, el corvus, el cual era un puente abatible, y es que era mucho más ligero. El harpax, al ser tan ligero, permitía lanzar un gancho a distancias largas y éste era lanzado por una ballista como si fuera un dardo. Además, al estar todo el garfio recubierto de láminas de hierro, no se podía cortar y los cabos que tiraban de él tampoco podía ser cortados debido a que la longitud del garfio impedía alcanzar las cuerdas. Apiano añade que «como nunca había existido esa arma, el enemigo no se había proveído de poleas con guadañas [para cortar los cabos].»
Las víctimas totales nos da una imagen de la efectividad del harpax: Sexto en Nauloco perdió 180 naves de una fuerza total de 300 barcos - 28 de ellas hundidas por los espolones y 155 por la captura (gracias al harpax) y por el fuego.